# Vocemola
Vocemola è una frazione del comune di Arquata Scrivia, in provincia di Alessandria, situata su un poggio in Valle Scrivia poco lontana dal confine con la Liguria.
È citata per la prima volta nel 1241.
È raggiungibile solo da Arquata Scrivia attraversando il ponte sullo Scrivia dei 1953 con un'edicola dedicata alla Madonna Pellegrina degli anni '50.
Conserva vie strette che circondano la chiesa di San Bartolomeo, costruita nel 1686 e benedetta dal vescovo di Tortona Giulio Resta l'11 settembre 1703, la chiesa possiede un organo proveniente da un convento d Sale. La chiesa del cimitero è stata la prima chiesa del paese, ed è di stile romanico e risale intorno al 1000, poi rimaneggiata nel '300, è anch'essa dedicata a San Bartolomeo.
Alla fine del paese è presente l'Autostrada A7 Milano-Genova costruita come "camionale" nel 1935.